# Chorebus transversus
Chorebus transversus är en stekelart som först beskrevs av Nixon 1954.  Chorebus transversus ingår i släktet Chorebus och familjen bracksteklar. Inga underarter finns listade i Catalogue of Life.